# Fort Detroit
El Fort Pontchartrain du Détroit o Fort Detroit fue un fuerte en el actual territorio de Estados Unidos construido en la orilla oeste del río Detroit por el oficial francés Antoine de Lamothe-Cadillac en 1701. En el siglo XVIII, los asentamientos coloniales franceses se desarrollaron a ambos lados del río, basados en el comercio de pieles, misiones y granjas.
El sitio del antiguo fuerte, al norte del río Rouge, se encuentra ahora dentro de la ciudad de Detroit en el estado estadounidense de Michigan, en un área delimitada por Larned Street, Griswold Street y los rascacielos del Civic Center.
El fuerte fue tomado por los británicos después de que los franceses se rindieron en Montreal en 1760 durante la guerra franco-india (parte de la Guerra de los Siete Años). Los británicos lo mantuvieron hasta la Guerra de Independencia, y luego fue asumido por Estados Unidos. Los británicos construyeron Fort Lernoult al norte a lo largo del río en 1779. Posteriormente fue rebautizado como Fort Shelby y fue abandonado por el ejército estadounidense en la década de 1820. La ciudad de Detroit demolió Fort Shelby en 1827.

## Historia y toponimia
El río ubicado entre los lagos Sainte-Claire y Erie se conoció como le Détroit (en francés, 'el estrecho'). En 1701, Cadillac ordenó que se construyera un fuerte en el lado oeste del río, en un esfuerzo por evitar que los colonos británicos se movieran hacia el oeste y por monopolizar el comercio de pieles en el centro de América del Norte. Cadillac había sido comandante de Fort de Buade, otro puesto de avanzada francés en América del Norte. Fort de Buade fue abandonado en 1697 debido a conflictos con líderes religiosos sobre el comercio de alcohol a los pueblos nativos. Cadillac persuadió a sus superiores para que le permitieran construir un nuevo asentamiento. Llegó al río Detroit el 23 de julio de 1701.
Cuando aterrizó en el sitio, Cadillac realizó una celebración para tomar formalmente el control del área. En honor a Louis Phélypeaux, conde de Pontchartrain (o su hijo, Jérôme, ambos de la ciudad de Jouars-Pontchartrain), ministro de Marina de Luis XIV, Cadillac nombró el nuevo asentamiento como Fort Pontchartrain du Détroit. La construcción del almacén y la empalizada se inició de inmediato, pero el primer edificio terminado fue la Iglesia de Santa Ana. La empalizada fue la segunda estructura completada, y estaba hecha de troncos con baluartes defensivos o torres en cada esquina.
Después de que se estableció el fuerte, algunos ottawa y hurón se establecieron cerca de él por la conveniencia de comerciar con los franceses. Se estableció una misión jesuita francesa a los hurón al otro lado del río, desarrollada como la Iglesia L'Assomption y el centro de lo que se convirtió en el asentamiento de colonos franceses de Petite Côte a mediados del siglo XVIII. Más tarde, rodeada por Sandwich (ahora Windsor), Petite Côte fue el asentamiento europeo continuamente ocupado más antiguo en lo que más tarde se convirtió en Ontario.

## Conflictos militares

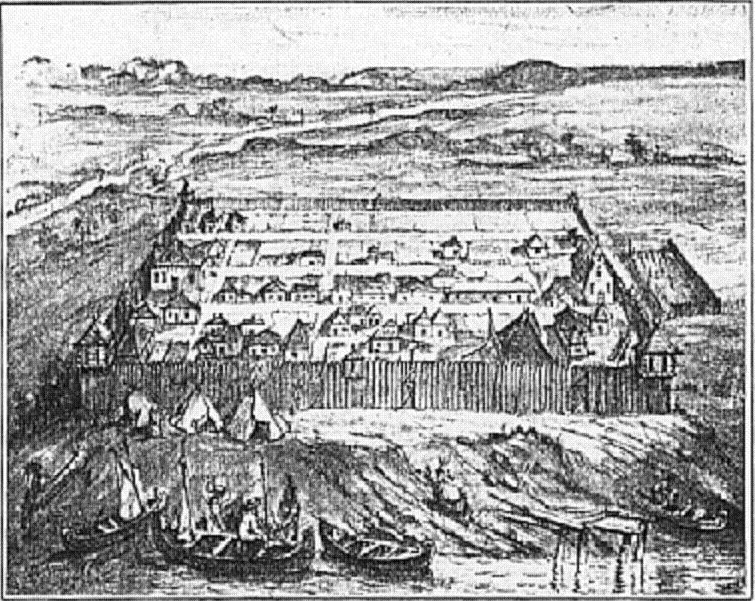
Fort Pontchartrain du Détroit En 1710

El primer gran conflicto de Fort Detroit ocurrió en marzo de 1706 mientras Cadillac estaba ausente. Los  ottawa escucharon un rumor sobre una emboscada de la tribu hurón . Los ottawa atacaron y mataron a varios miembros de la tribu de miami. Estos buscaron seguridad en el fuerte, donde fueron defendidos por los soldados. Los franceses mataron a unos 30 guerreros de ottawa cuando atacaron el fuerte. Después de la batalla, los miami atacaron un pueblo de Ottawa. En el conflicto, un sacerdote y un sargento franceses fueron capturados fuera de los muros y asesinados.
El fuerte fue comandado por Étienne de Veniard, Sieur de Bourgmont. Bourgmont fue criticado por su manejo del incidente. Cuando Cadillac regresó, Bourgmont y algunos soldados del fuerte desertaron. Los franceses capturaron a uno de los desertores, quien testificó que el grupo desertor había disparado y matado a uno de los suyos y lo había canibalizado.
Bourgmont permaneció prófugo, viviendo con nativos americanos. Tomó una esposa nativa americana y tuvo un hijo con ella. De acuerdo con el sistema de parentesco matrilineal de los Odawa y tribus relacionadas, los niños se consideraban nacidos del pueblo de la madre y pertenecían a su clan, por lo que los niños de raza mixta como los de Bourgmont se criaron en la cultura tribal. La descendencia y la herencia se contabilizaron a través de la línea materna.
En 1718, Bourgmont fue condecorado por el gobierno francés con la Cruz de San Luis y recibió una orden de nobleza. Fue reconocido como el primer europeo en mapear los ríos Missouri y Platte y por alistar a los nativos americanos para que se pusieran del lado de los franceses contra los españoles.
Cadillac es retirado de su cargo y pasa a ser el gobernador de la Luisiana. En 1710, François de la Forêt fue nombrado sucesor de Cadillac, pero envió a Jacques-Charles Renaud Dubuisson para administrar su función. En 1712, Dubuisson reemplazó oficialmente a Cadillac como comandante en Fort Detroit.
Cuando los fox se enteraron de este cambio, planearon un ataque al fuerte (después de que algunos de los partidarios nativos americanos de Cadillac se hubieran ido). Asediaron el fuerte a finales de abril de 1710, con una fuerza mixta de aproximadamente 1.000 fox, sac y mascoutens. Los guerreros de ottawa y hurón estaban en una incursión y por eso no podían ayudar a los franceses. Jean Baptiste Bissot, Sieur de Vincennes, comandante del puesto de avanzada francés en Kekionga (ahora Fort Wayne, Indiana) y siete comerciantes de pieles llegaron al fuerte, escabulléndose a través de las líneas de Fox. Dubuisson envió mensajeros a los indios ottawa y hurón, que regresaron en ayuda del fuerte.
Fox y sus aliados quedaron atrapados entre los franceses y sus enemigos tradicionales; fueron sitiados hasta finales de mayo. Huyeron a lo que ahora es Windmill Point, donde los guerreros franceses y hurones los persiguieron. Después de cuatro días de asedio allí, Fox se rindió para salvar a sus familias. Los franceses estuvieron de acuerdo pero, después de que los Fox fueron desarmados, los franceses atacaron y los mataron a todos. Este evento se conoce en el área de Grosse Pointe como la Masacre de los indios Fox. Este asedio de Fort Detroit fue el incidente de apertura en Fox Wars.

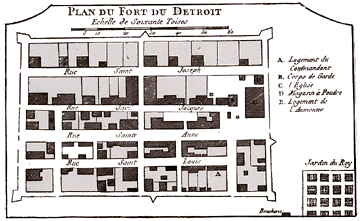
Fort Detroit en 1763.

## Toma de posesión británica del fuerte
Después de unos años, el conflicto británico y francés sobre América del Norte, un frente en la Guerra de los Siete Años de Europa, llegó a un punto crítico en la Guerra Francesa e India, que estalló en 1754. Detroit estaba muy lejos de las principales áreas de conflicto y no participó en combate. Dos meses después de la capitulación en 1760 de los franceses en Montreal, el 29 de noviembre de 1760, los franceses cedieron Fort Detroit a los Rogers 'Rangers del ejército británico.
El dominio británico se diferenciaba en varios aspectos importantes del dominio francés. Los británicos exigieron mayores impuestos y confiscaron armas a los colonos que clasificaron como "hostiles", una categoría que utilizaron para muchos canadienses franceses. Los británicos se negaron a vender municiones a los canadienses franceses o a los nativos americanos que habían estado comerciando con los franceses. Los comerciantes franceses habían armado a muchos de sus socios comerciales con armas durante años, comenzando con las cinco naciones iroquesas de Nueva York. Los cambios británicos limitaron la capacidad de los nativos americanos para atrapar y cazar, además de hacerlos menos amenazantes. Los colonos británicos no hicieron hincapié en mantener buenas relaciones con los nativos americanos. Pero los canadienses franceses habían formado muchas familias a través de matrimonios mixtos y conocían la costumbre de los nativos americanos de dar regalos.
Después de que los franceses abandonaron el conflicto, Pontiac, líder de guerra de los ottawa, reunió a varias tribus en la rebelión de Pontiac. Intentó capturar Detroit de los británicos el 7 de mayo de 1763. No lograron capturar el fuerte, ya que los británicos fueron advertidos del ataque, pero lo sitiaron.
La fuerza británica en el fuerte, comandada por Henry Gladwin, constaba de 130 soldados con dos cañones de 6 libras, un cañón de 3 libras y tres morteros. La goleta de 6 cañones hurón estaba anclada cerca del río Detroit. Dos meses después del asedio, el 29 de julio de 1763, los británicos llevaron una gran fuerza de socorro a la zona. Las escaramuzas en el área, incluida la Batalla de Bloody Run, continuaron hasta mediados de noviembre cuando los indios se dispersaron.
Durante la Guerra de Independencia de los Estados Unidos, Detroit se encontraba muy al oeste de las principales áreas de acción. Los británicos utilizaron el fuerte para armar partidas de asalto de indios americanos, que atacaron los asentamientos coloniales rebeldes al sureste. Los revolucionarios estadounidenses, en particular George Rogers Clark, esperaban montar una expedición a Detroit para neutralizar estas operaciones, pero no pudieron reunir a suficientes hombres para hacer el intento. Sin embargo, Clark capturó a Henry Hamilton, el teniente gobernador y superintendente de Asuntos Indígenas de la provincia de Quebec y oficial superior en Fort Detroit, cuando viajó al sur a Fort Sackville.

## Fortificación de Estados Unidos
A finales de 1778, mientras Hamilton aún estaba detenido como prisionero de guerra, el capitán Richard B. Lernoult comenzó la construcción de una nueva fortificación situada a unos cientos de metros al norte del fuerte original. Fue nombrado Fuerte Lernoult el 3 de octubre de 1779. Este nuevo fuerte reemplazó en gran medida al fuerte original y a menudo se lo llamaba "Fuerte Detroit".
Después de que Estados Unidos obtuviera la independencia en la Revolución, el gobierno firmó el Tratado de Greenville en 1795 con varias tribus indígenas. Cedieron varios bloques de tierra a los Estados Unidos que estaban más allá de la Línea del Tratado de Greenville y dentro del territorio de los indios.

Notas del artículo 3, punto 12:
El puesto de Detroit, y toda la tierra al norte, al oeste y al sur de la misma, cuyo título indio se ha extinguido mediante donaciones o concesiones a los gobiernos francés o inglés: y muchas más tierras para ser anexadas a la distrito de Detroit, como se comprenderá entre el río Rosine [conocido hoy como el río Rouge], en el sur, el lago St. Clair en el norte, y una línea, cuyo curso general estará a seis millas de distancia del extremo oeste del lago Erie y el río Detroit.
El 11 de julio de 1796, según los términos negociados en el Tratado de Jay, los británicos entregaron Fort Detroit, Fort Lernoult y el asentamiento circundante a los estadounidenses, 13 años después de que el Tratado de París terminara la guerra y cediera el área a los Estados Unidos.

Algunos relatos dicen que solo Fort Lernoult sobrevivió al incendio de 1805 que destruyó la mayor parte de Detroit. Parece que no quedó ninguna parte del Fort Detroit original después de este tiempo. Fort Lernoult pasó a llamarse oficialmente Fort Detroit en 1805 y luego a Fort Shelby en 1813. Poco después de que terminara su uso por parte de los militares, la ciudad de Detroit demolió el fuerte en 1827.

## Ubicación
El segundo Hotel Pontchartrain, ahora llamado Crowne Plaza Detroit Downtown, está ubicado en el antiguo emplazamiento del fuerte. El marcador histórico de Michigan para Fort Pontchartrain está ubicado en la esquina suroeste de Crowne Plaza, en la Avenida Jefferson con el Boulevard Washington.

## Véase también

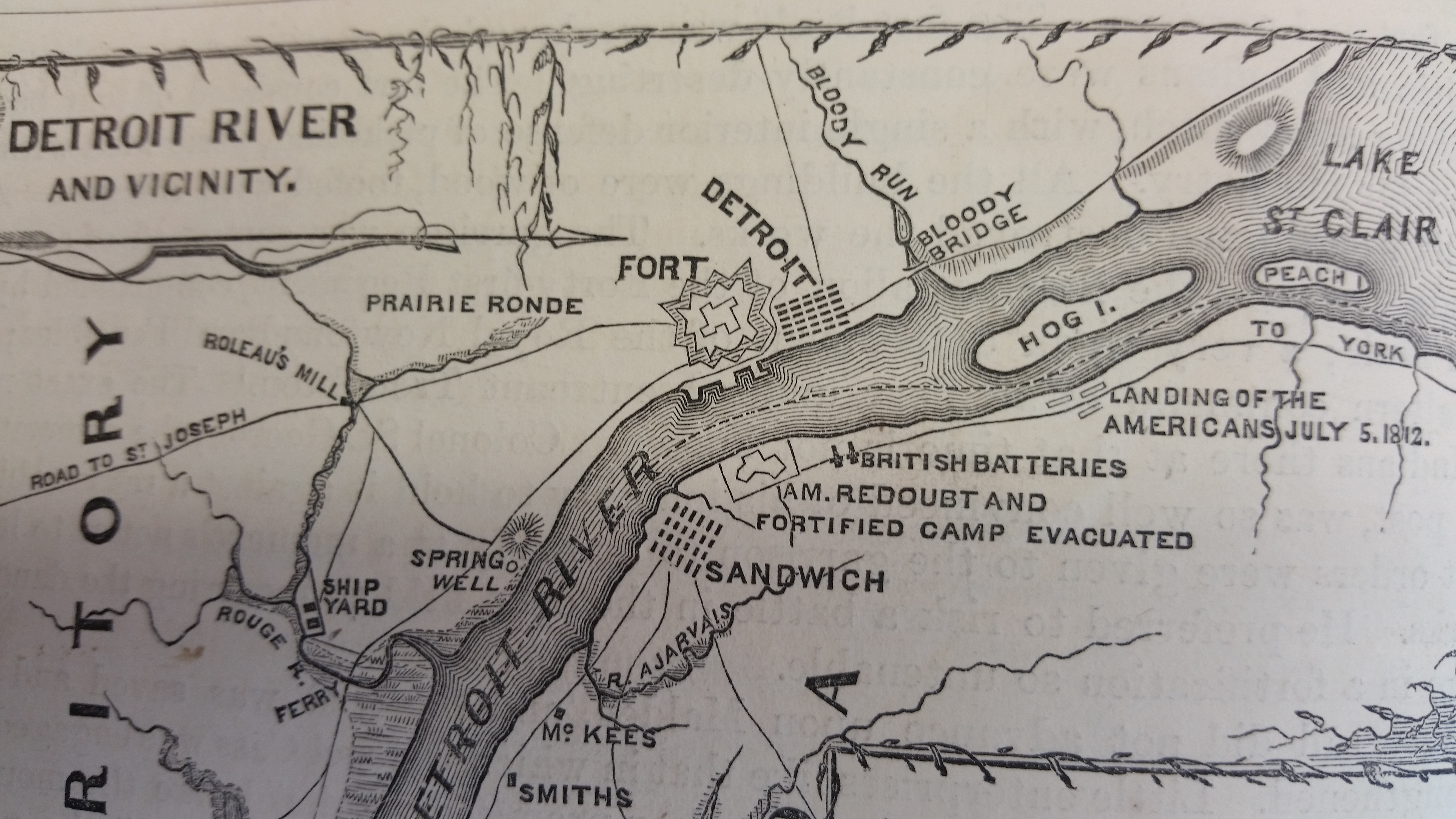
Ubicación de Fort Detroit.